# Bougainvillia rugosa
Bougainvillia rugosa is een hydroïdpoliep uit de familie Bougainvilliidae. De poliep komt uit het geslacht Bougainvillia. Bougainvillia rugosa werd in 1882 voor het eerst wetenschappelijk beschreven door Clarke. 